# Kamptoptera fuscescens
Kamptoptera fuscescens är en fjärilsart som beskrevs av Lansdowne Guilding 1830. Kamptoptera fuscescens ingår i släktet Kamptoptera och familjen Crambidae. Inga underarter finns listade i Catalogue of Life.